# Walter Leitner (Chemiker)
Walter Leitner (* 1. Februar 1963 in Pfarrkirchen) ist ein deutscher Chemiker. Er ist Direktor am Max-Planck-Institut für Chemische Energiekonversion (MPI CEC) und dort wissenschaftlicher Leiter der Abteilung „Molekulare Katalyse“ sowie Hochschullehrer an der RWTH Aachen und dort Lehrstuhlinhaber für Technische Chemie und Petrolchemie.

## Leben
Leitner studierte von 1982 bis 1987 an der Universität Regensburg und promovierte 1989 bei Henri Brunner am Institut für Anorganische Chemie mit einer Arbeit über die enantioselektive katalytische Transferhydrierung mit Formiaten. Im Jahr 1990 absolvierte er einen Postdoc-Aufenthalt in der Arbeitsgruppe von John Michael Brown am Dyson Perrins Laboratory for Organic Chemistry der Universität Oxford. In den Jahren 1991 und 1992 war Leitner als Liebig-Stipendiat des Fonds der Chemischen Industrie am Anorganisch-Chemischen Institut der Universität Regensburg tätig. Nach einer dreijährigen Tätigkeit (1992–1995) an der Arbeitsgruppe CO2-Chemie der Max-Planck-Gesellschaft (Leitung: E. Dinjus) an der Friedrich-Schiller-Universität Jena habilitierte er sich für das Fachgebiet „Anorganische Chemie“ und wurde zum Privatdozenten ernannt. Er wechselte als Arbeitsgruppenleiter im Bereich „Organische Synthese“ ans Max-Planck-Institut für Kohlenforschung nach Mülheim an der Ruhr, wo er Anfang 1998 die Technikumsleitung übernahm.
Ab April 2000 hatte er zunächst die Lehrstuhlvertretung „Technische Chemie und Petrolchemie“ (Nachfolge Wilhelm Keim) an der RWTH Aachen inne und nahm den folgenden Ruf auf diesen Lehrstuhl im Februar 2002 an.
Ab September 2007 etablierte Walter Leitner zusammen mit Bayer MaterialScience AG (ab September 2015 Covestro AG) und den Bayer Technology Services an der RWTH Aachen University das Katalysezentrum „CAT“, dessen wissenschaftlicher Leiter er seither ist.
Er war von 2004 bis 2016 zunächst Scientific Editor, anschließend Chair of the Editorial Board der von der Royal Society of Chemistry herausgegebenen Zeitschrift Green Chemistry.
Während seines langjährigen und fortdauernden Engagements bei der Dechema war Leitner beispielsweise 2007 im Vorstand der neugegründeten Fachsektion „Advanced Fluids“ und 2008 im ersten Vorstand der Deutschen Gesellschaft für Katalyse (GeCatS).
Zum 1. Oktober 2017 wurde Leitner als Direktor an das Max-Planck-Institut für Chemische Energiekonversion (MPI CEC) berufen und dort mit der wissenschaftlichen Leitung der Abteilung „Molekulare Katalyse“ betraut. Seinen Lehrstuhl an der RWTH wird Leitner im Rahmen einer Teilzeitprofessur für zunächst 5 Jahre weiterführen.

## Arbeitsschwerpunkte
Leitners wissenschaftlichen Arbeitsschwerpunkte liegen auf dem Gebiet der Entwicklung von Katalysatoren und Katalysatortechnologien für nachhaltige chemische Prozesse (Green Chemistry). Im Fokus stehen dabei die Entwicklung und das Verständnis der Wirkungsweise molekularer Katalysatoren inklusive detaillierter experimenteller und computerchemischer Untersuchungen der Mechanismen und Struktur-Wirkungsbeziehungen in der metallorganischen Katalyse. Ein besonderes Augenmerk liegt auf neuen Stoffumwandlungen und der Verwendung neuer Rohstoffe für die katalytische Synthese sowie auf der Nutzung moderner Reaktionsmedien (überkritische Fluide, ionische Flüssigkeiten, Polyethylenglycol (PEG) u. a.) für katalytische Prozesse. Die Mehrphasenkatalyse und Katalysatorimmobilisierung sowie die Entwicklung reaktionstechnischer Konzepte für kontinuierliche Verfahren in der molekularen Katalyse sind ebenfalls wichtige Forschungsinteressen. Die Nutzung von Kohlenstoffdioxid, sowohl als Rohstoff an der Schnittstelle zwischen Chemie und Energie als auch als umweltfreundliches Lösungsmittel und Transportmedium für kontinuierliche chemische Prozesse, begleitete seine wissenschaftliche Karriere.

## Auszeichnungen (Auswahl)
1997 erhielt Walter Leitner den Gerhard-Hess-Preis der Deutschen Forschungsgemeinschaft, 1998 den Carl-Zerbe-Preis der DGMK, 2001 die Otto-Roelen-Medaille der Dechema, 2009 den Wöhler-Preis für Nachhaltige Chemie der GDCh und 2014 gemeinsam mit Jürgen Klankermayer den European Sustainable Chemistry Award der EUChemS.
Seit 2002 ist er Auswärtiges Wissenschaftliches Mitglied des Max-Planck-Instituts für Kohlenforschung, Mülheim/Ruhr. Seit 2010 ist er Fellow of the Royal Society of Chemistry.
Zum 1. Januar 2018 wurde Walter Leitner ins Kuratorium des Journals „Angewandte Chemie“ berufen.
Im September 2019 wurde Walter Leitner mit Forschern der Covestro AG (Christoph Gürtler und Berit Stange), mit dem Projekt „CO2 – ein Rohstoff für nachhaltige Kunststoffe“ für den Deutschen Zukunftspreis nominiert.
2020 wurde Walter Leitner mit dem Georg Wittig-Victor Grignard-Preis ausgezeichnet (deutsch-französische Auszeichnung der Société Chimique de France).

## Schriften (Auswahl)
- Walter Leitner: Enantioselektive katalytische Transferhydrierung mit Formiaten. Dissertation, Regensburg, 1989.[11]
- Walter Leitner: Rhodiumkatalysierte Hydrierung von Kohlendioxid zu Ameisensäure Habilitation, Jena, 1995.[12]
- Philip G. Jessop und Walter Leitner (Hg.): Chemical Synthesis using Supercritical Fluids. Wiley-VCH, 2007, online-ISBN 978-3-527-61368-7, doi:10.1002/9783527613687.
- Walter Leitner und Philip G. Jessop (Hg.): Handbook of Green Chemistry – Green Solvents, Vol. 4: Supercritical Solvents. Wiley-VCH, 2013, ISBN 978-3-527-32590-0.
- Julie B. Zimmerman, Paul T. Anastas, Hanno C. Erythropel, Walter Leitner: Designing for a green chemistry future. In: Science. Band 367, Nr. 6476, 24. Januar 2020, S. 397–400, doi:10.1126/science.aay3060.